# Phyllachora fici-wightianae
Phyllachora fici-wightianae är en svampart som beskrevs av Sawada 1917. Phyllachora fici-wightianae ingår i släktet Phyllachora och familjen Phyllachoraceae.   Inga underarter finns listade i Catalogue of Life.